# Conto
Le conto (compte) est une expression utilisée au Portugal pour désigner une valeur monétaire correspondant à 5 euros.
À l'origine, c'est une abréviation de l'expression conto de réis qui indiquait un million d'unités de la monnaie, le real, qui précéda l'escudo jusqu'en 1911. Un conto de réis correspondait donc à un million de réaux (reais ou réis). Après le remplacement du real par l'escudo, l'expression a été utilisée pour indiquer mille escudos. Dans l'usage oral comme dans la presse écrite, elle a survécu au remplacement en 2001 de l'escudo par l'euro. La monnaie européenne valant environ 200 anciens escudos, le conto équivaut à 5 euros.